# Pyronema
Pyronema Carus – rodzaj grzybów z typu workowców Ascomycota. Wiele gatunków to grzyby wypaleniskowe.

## Systematyka i nazewnictwo
Pozycja w klasyfikacji według Index Fungorum
Pyronemataceae, Pezizales, Pezizomycetidae, Pezizomycetes, Pezizomycotina, Ascomycota, Fungi.
Synonimy
- Peziza subgen. Pyronema (Carus) Cooke 1879
- Phycoascus Möller 1901[2].

Gatunki występujące w Polsce
- Pyronema laetissimum J. Schröt. 1893[3]
- Pyronema omphalodes (Bull.) Fuckel 1870

Nazwy naukowe na podstawie Index Fungorum. Wykaz gatunków według M.A. Chmiel.